# Stefan Wrobel

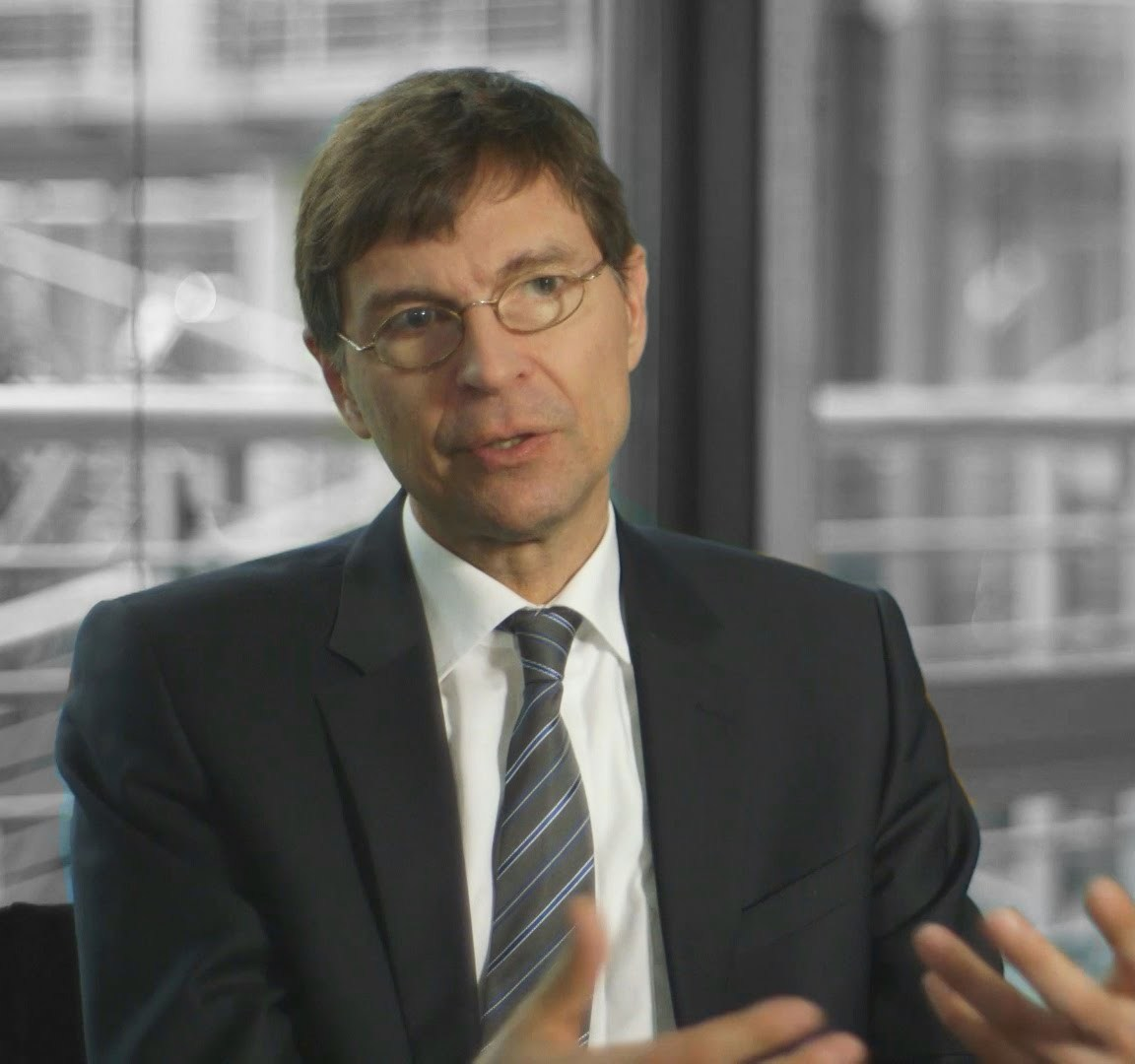
Stefan Wrobel (2016)

Stefan Wrobel ist ein deutscher Informatiker, Lehrstuhlinhaber an der Universität Bonn und Leiter des Fraunhofer-Instituts für Intelligente Analyse- und Informationssysteme IAIS.

## Biografie
Wrobel studierte Informatik in Bonn und Atlanta, Georgia, USA (M.S., Georgia Institute of Technology) mit Schwerpunkt Künstliche Intelligenz und promovierte an der Universität Dortmund. Nach Stationen in Berlin und Sankt Augustin wurde er Professor für Informatik an der Universität Magdeburg, bevor er im Jahr 2002 den Ruf als Professor für Informatik an der Rheinischen Friedrich-Wilhelms-Universität Bonn annahm.
Seit dem Jahr 2007 ist Wrobel zudem geschäftsführender Institutsleiter des Fraunhofer-Instituts für Intelligente Analyse- und Informationssysteme IAIS. Er ist außerdem der geschäftsführende Direktor des Bonn-Aachen International Center for Information Technology (b-it) und einer der beiden Sprecher des Kompetenzzentrums Maschinelles Lernen Rhein-Ruhr (ML2R).
Wrobel beschäftigt sich  mit Aspekten der Digitalisierung, insbesondere mit intelligenten Algorithmen und Systemen zur Analyse großer Datenmengen und dem Einfluss von Big Data/Smart Data auf die Nutzung von Informationen in Unternehmen und der Gesellschaft. Er ist Autor von Publikationen in den Gebieten des Data Mining und des Maschinellen Lernens, Mitglied des Herausgeber-Gremiums mehrerer Fachzeitschriften und Gründungsmitglied der „International Machine Learning Society“.
Als Sprecher der „Fraunhofer-Allianz Big Data und Künstliche Intelligenz“, Direktor des „Fraunhofer-Forschungszentrums Maschinelles Lernen“, stellvertretender Vorsitzender des „Fraunhofer-Verbundes für Informations- und Kommunikationstechnologie IUK“ und Sprecher der Fachgruppe „Knowledge Discovery, Data Mining und Machine Learning“ der Gesellschaft für Informatik engagiert er sich für die Themen Digitalisierung, intelligente Nutzung von Big Data und Künstliche Intelligenz.

## Auszeichnungen
Stefan Wrobel wurde 2019 von der Gesellschaft für Informatik als einer von zehn prägenden Köpfen der deutschen KI-Geschichte ausgezeichnet. 2024 wurde er zum Mitglied der Nordrhein-Westfälischen Akademie der Wissenschaften und der Künste gewählt.

## Publikationen (Auswahl)
- Pascal Welke, Tamas Horvath, Stefan Wrobel: Probabilistic Frequent Subtree Kernels. In: M. Ceci u. a. (Hrsg.): Post-Proceedings of the International Workshop on New Frontiers in Mining Complex Patterns. Lecture Notes in Artificial Intelligence, Springer Verlag, 2016.
- Pascal Welke, Tamas Horvath, Stefan Wrobel: Min-Hashing for Probabilistic Frequent Subtree Feature Spaces. In: Discovery Science. 2016, S. 67–82.
- Rajkumar Ramamurthy, Christian Bauckhage, Krisztian Buza, Stefan Wrobel: Using Echo State Networks for Cryptography. In: Proc. 26th International Conference on Artificial Neural Networks. Lecture Notes in Computer Science 10614, Springer Verlag, 2017, S. 663–671.
- Katrin Ullrich, Michael Kamp, Thomas Gärtner, Martin Vogt, Stefan Wrobel: Co-Regularised Support Vector Regression. In: Machine Learning and Knowledge Discovery in Databases, Proc. ECML-PKD 2017. Part II, Lecture Notes in Artificial Intelligence Series. Springer-Verlag, Berlin, 2017, S. 338–354.
- Daniel Trabold, Tamas Horvath, Stefan Wrobel: Mining Strongly Closed Itemsets from Data Streams. In: Special Issue on Discovery Science of Machine Learning Journal. 2017, S. 251–266.
- Pascal Welke, Tamas Horvath, Stefan Wrobel: Probabilistic Frequent Subtrees for Efficient Graph Classification and Retrieval. In: Machine Learning. Volume 107, Issue 11, 2018, S. 1847–1873.
- Till Hendrik Schulz, Tamas Horvath, Pascal Welke, Stefan Wrobel: Mining Tree Patterns with Partially Injective Homomorphisms. In: Proceedings ECML-PKDD 2018. S. 585–601.
- Pascal Welke, Tamas Horvath, Stefan Wrobel: Probabilistic and Exact Frequent Subtree Mining in Graphs Beyond Forests. In: Machine Learning. Volume 108, Issue 7, 2019, S. 1137–1164.
- Florian Seiffarth, Tamas Horvath, Stefan Wrobel: Maximal Closed Set and Half-Space Separations in Finite Closure Systems. In: Proceedings ECML-PKDD 2019. S. 21–37.
- Natalia Andrienko, Gennady Andrienko, Silvia Miksch, Heidrun Schumann, Stefan Wrobel: A theoretical model for pattern discovery in visual analytics. In: Visual Informatics. 2020, in press (available online).